# Tobias Schenk
Tobias Schenk (* 1976 in Warburg) ist ein deutscher Historiker.
Schenk absolvierte ein Studium der Neueren und Neuesten Geschichte, der Mittleren Geschichte und der Politikwissenschaft an der Universität Münster, das er 2003 mit dem Abschluss eines Magister artium beendete. Es folgte in den Jahren 2004/2005 die Mitarbeit an der Edition der Tagebücher des ersten Oberpräsidenten der Provinz Westfalen, Ludwig von Vincke. In den Jahren 2005/2006 war er Promotionsstipendiat der Westfälischen Wilhelms-Universität Münster und 2006/2007 wissenschaftlicher Mitarbeiter der Historischen Kommission für Westfalen. 2007 schloss er seine Promotion mit einer Studie über die preußische Judenpolitik im 18. Jahrhundert ab. Anschließend arbeitete er von 2007 bis 2009 als Staatsarchivreferendar am Landesarchiv Nordrhein-Westfalen und studierte an der Archivschule Marburg. Seit 2009 ist er wissenschaftlicher Mitarbeiter der Akademie der Wissenschaften zu Göttingen im Erschließungsprojekt „Die Akten des Kaiserlichen Reichshofrats“ in Wien.
Er ist Mitglied der Vereinigung für Verfassungsgeschichte. Seine Forschungsschwerpunkte sind die Geschichte des Alten Reichs und das frühe 19. Jahrhundert.

## Schriften (Auswahl)
- (Bearb.) Staatsarchiv Nürnberg. Die Akten des kaiserlichen Reichshofrats. Erich Schmidt Verlag, Berlin
  - Serie 2: Antiqua. Band 6: Karton 517-616c. 2022;
  - Serie 2: Antiqua. Band 4: Karton 278–424. 2017;
  - Serie 1: Alte Prager Akten. Band 5: S–Z. 2014;
  - Serie 1: Alte Prager Akten. Band 4: P–R (mit Nachträgen A–O).
- (Mitarb.) Ludwig von Vincke: Die Tagebücher des Ludwig Freiherrn Vincke 1789–1844. Band 2: 1792–1793, bearb. von Wilfried Reininghaus. Aschendorff, Münster 2011.
- Wegbereiter der Emanzipation? Studien zur Judenpolitik des „Aufgeklärten Absolutismus“ in Preußen (1763–1812) (= Quellen und Forschungen zur brandenburgischen und preußischen Geschichte. Band 39). Duncker & Humblot, Berlin 2010 (zugleich: Dissertation, Universität Münster, 2007).